# رياضة احتكاك مباشر

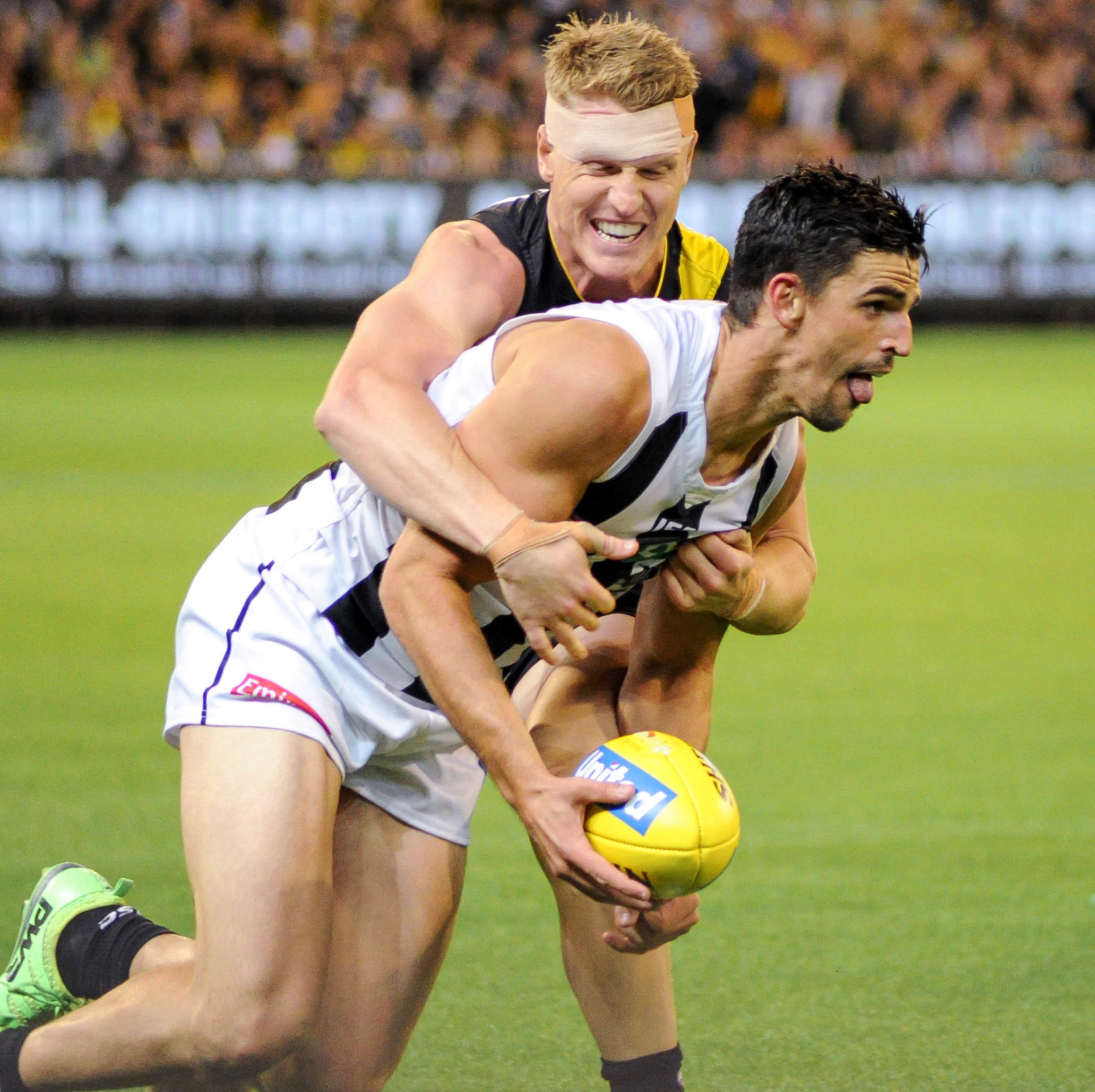
معالجة في قواعد كرة القدم الأسترالية.

رِياضة الاِحْتِكاك المُباشِر هي الرياضة التي تركز أو تتطلب الاحتكاك الجسدي بين اللاعبين. يتم التسجيل في بعض الرياضات، مثل فنون الدفاع عن النفس المختلطة عند التأثير على الخصم، بينما تتطلب رياضات أخرى، بما في ذلك  رياضة الرغبي وكرة القدم وكرة القدم الأسترالية، الإمساك بالخصم. غالبًا ما تُعرف هذه الرياضات باسم الاتصال الكامل، حيث لا يمكن ممارسة الرياضة دون احتكاك. الرياضات الأخرى لها اتحتكاك، لكن مثل هذه الأحداث غير قانونية بموجب قواعد اللعبة أو تكون عرضية ولا تشكل جزءًا من الرياضة.

## المصطلحات في الولايات المتحدة
تستخدم المصطلحات الطبية الحالية في الولايات المتحدة مصطلح رياضة الاصطدام للإشارة إلى الرياضات مثل الرغبي وكرة القدم الأمريكية وهوكي الجليد واللاكروس، ومصطلح رياضة الاحتكاك للإشارة إلى الرياضات مثل كرة السلة وكرة اليد، ومصطلح رياضة الاتصال المحدود إلى الرياضة مثل كرة القاعدة والكرة الطائرة والإسكواش. 